# Adam Gnezda Čerin
Adam Gnezda Čerin (16 juli 1999) is een Sloveens voetballer, die doorgaans speelt als centrale middenvelder. Gnezda Čerin werd in september 2019 door 1. FC Nürnberg overgenomen van NK Domžale.

## Clubcarrière
Gnezda Čerin doorliep de jeugdreeksen van NK Bravo en NK Domžale. Bij die laatste maakte hij in de zomer van 2017 de overstap naar het eerste elftal. Op 23 juli 2017 maakte hij zijn competitiedebuut op het hoogste niveau in de met 4–0 gewonnen wedstrijd tegen NK Celje. Hij speelde de volledige wedstrijd. Een paar weken later maakte hij zijn Europees debuut in de kwalificatiewedstrijd van de Europa League toen hij een minuut voor tijd Senijad Ibričić kwam vervangen in de met 2–0 gewonnen wedstrijd tegen SC Freiburg. In september 2019 maakte hij de overstap naar 1. FC Nürnberg.

## Clubstatistieken
| Seizoen     | Club           | Competitie     | Competitie | Competitie | Competitie | Beker | Beker | Beker | Internationaal | Internationaal | Internationaal | Totaal | Totaal | Totaal |
| Seizoen     | Club           | Competitie     | Wed.       | Dlp.       | Ass.       | Wed.  | Dlp.  | Ass.  | Wed.           | Dlp.           | Ass.           | Wed.   | Dlp.   | Ass.   |
| ----------- | -------------- | -------------- | ---------- | ---------- | ---------- | ----- | ----- | ----- | -------------- | -------------- | -------------- | ------ | ------ | ------ |
| 2017/18     | NK Domžale     | PrvaLiga       | 11         | 0          | 2          | 0     | 0     | 0     | 2              | 0              | 0              | 13     | 0      | 2      |
| 2018/19     | NK Domžale     | PrvaLiga       | 35         | 7          | 6          | 2     | 1     | 0     | 4              | 0              | 1              | 41     | 8      | 7      |
| 2019/20     | NK Domžale     | PrvaLiga       | 7          | 0          | 0          | 0     | 0     | 0     | 4              | 1              | 0              | 11     | 1      | 0      |
| Club Totaal | Club Totaal    | Club Totaal    | 53         | 7          | 8          | 2     | 1     | 0     | 10             | 1              | 1              | 65     | 9      | 9      |
| 2019/20     | 1. FC Nürnberg | 2. Bundesliga  | 5          | 0          | 0          | 0     | 0     | 0     | —              | —              | —              | 5      | 0      | 0      |
| Club Totaal | Club Totaal    | Club Totaal    | 5          | 0          | 0          | 0     | 0     | 0     | 0              | 0              | 0              | 5      | 0      | 0      |
| 2020/21     | HNK Rijeka     | SuperSport HNL | 28         | 1          | 4          | 3     | 0     | 0     | 5              | 0              | 0              | 36     | 1      | 4      |
| 2021/22     | HNK Rijeka     | SuperSport HNL | 30         | 2          | 4          | 3     | 0     | 1     | 4              | 0              | 1              | 37     | 2      | 6      |
| Club Totaal | Club Totaal    | Club Totaal    | 58         | 3          | 8          | 6     | 0     | 1     | 9              | 0              | 1              | 73     | 3      | 10     |
| 2022/23     | Panathinaikos  | Super League 1 | 34         | 1          | 1          | 4     | 3     | 0     | 2              | 0              | 0              | 40     | 4      | 1      |
| 2023/24     | Panathinaikos  | Super League 1 | 26         | 3          | 2          | 4     | 0     | 0     | 10             | 0              | 1              | 40     | 3      | 3      |
| Club Totaal | Club Totaal    | Club Totaal    | 60         | 4          | 3          | 8     | 3     | 0     | 12             | 0              | 1              | 80     | 7      | 4      |
| Totaal      | Totaal         | Totaal         | 176        | 14         | 19         | 16    | 4     | 1     | 31             | 1              | 3              | 223    | 19     | 23     |

## Interlandcarrière
Gnezda Čerin is een Sloveens jeugdinternational. In oktober 2019 kreeg hij voor het eerst een selectie voor de nationale ploeg met het oog op de EK-kwalificatiewedstrijden tegen Noord-Macedonië en Oostenrijk. Hij kreeg echter geen speelminuten toebedeeld. Gnezda Čerin werd op 7 juni 2024 door bondscoach Matjaž Kek opgenomen in de Sloveense selectie voor het EK 2024 in Duitsland. Slovenië speelde in de groepsfase gelijk tegen Denemarken, Servië en Engeland, waarna het in de achtste finales na strafschoppen werd uitgeschakeld door Portugal. Gnezda Čerin kwam in iedere wedstrijd in actie.